# Roberto Cavalli
Roberto Cavalli (Florència, 15 de novembre de 1940 - Florència, 12 d'abril de 2024) fou un dissenyador de moda italià i empresari. Va ser sobretot conegut per l'ús d'estampats exòtics i per haver creat l'estil de texans rentats a la pedra. Va crear la marca homònima Roberto Cavalli que ven roba de luxe, perfums i articles de pell.